# Shiho Tanaka
Shiho Tanaka (jap. 田中志歩 Tanaka Shiho; ur. 29 czerwca 1998) – japońska judoczka. 
Złota medalistka mistrzostw świata w 2025 i brązowa w 2024; piąta w 2022, a także zdobyła dwa medale w drużynie. Startowała w Pucharze Świata w 2018. Triumfatorka igrzysk azjatyckich w 2022. Wygrała mistrzostwa Azji w 2019, a także uniwersjadę w 2019. Pierwsza na mistrzostwach kraju w 2021, 2022 i 2024; druga w 2025; trzecia w 2018 i 2019 roku.